# Caloplaca ochracea
Caloplaca ochracea (Schaer.) Flagey, Syn.: Xanthocarpia ochracea (Schaer.) A. Massal, ist eine Flechtenart aus der Familie der Teloschistaceae.

## Merkmale

### Makroskopische Merkmale
Caloplaca ochracea ist eine Krustenflechte, das heißt ihr Lager (Thallus) liegt eng auf der Unterlage auf.
Der Thallus ist dünn bis endolithisch, matt, bildet keine deutliche Cortex aus, ist glatt bis feinrissig, meist hellorange gefärbt, aber auch hellgelb, hellocker oder weißgrau mit gelblichen Flecken. Der Thallusrand zeigt einen schwarzen Prothallus. Die Apothecien haben einen Durchmesser von bis zu 0,7 mm. Die Apothecienscheibe ist gelb bis braunoange und haben einen gelben bis orangefarbigen Eigenrand (Färbung des Eigenrands durch Anthrachinone). Die Apothecien sind nur sehr jung konkav, reif jedoch immer flach ausgebreitet.

### Mikroskopische Merkmale
Die Sporen sind hyalin, 4-zellig und messen 11–19 µm × 5–9 µm.

### Tüpfelreaktion
Der Thallus verfärbt sich beim Beträufeln mit Kalilauge purpurn (K+) und das Apothecium intensiv purpurn (K+). Die purourne Reaktion ist die Folge der Reaktion mit Anthrachinon-Pigmenten.

## Standort
Caloplaca ochracea ist eine basiphile, jedoch nicht oder nur mäßig nitrophile Flechte. Sie besiedelt meist hartes Kalkgestein auf beregneten, nicht oder nur mäßig eutrophierten Schräg- und Vertikalflächen. Hierbei werden besonnte bis halbschattige Standorte bevorzugt.

## Verbreitung
Caloplaca ochracea hat ein temperat-subozeanisches, bis in die montane Lage reichendes Verbreitungsgebiet und kommt in Deutschland vor allem im schwäbischen und fränkischen Jura vor. Einzelfunde sind auch aus dem im südlichen Hügelland der Oberrheinebene, der Eifel und dem Sauerland bekannt. Es handelt sich um eine seltene Art.

## Verwechslungsmöglichkeiten
Aufgrund der in der Gattung einzigartigen vierzelligen Sporen ist Caloplaca ochracea unverwechselbar. Caloplaca dalmatica ist makroskopisch eine Verwechslungsart, lässt sich aber durch deren zweizelligen Sporen mit dem Mikroskop leicht unterscheiden.